# Конкурентный дух
Конкурентный дух – это глубокая внутренняя расположенность людей к участию в конкуренции, склонность к соперничеству.
Конкурентный дух – категория, впервые описанная при исследовании личностного начала конкуренции в предпринимательстве.
На рубеже XIX – XX вв. М. Вебер сформулировал концепцию предпринимательства как призвания, угодного Богу, осуществление которого в мире недоверия и ненависти возможно лишь при обладании предпринимателями особыми харизматическими свойствами. При этом деятельность предпринимателя, ведомого «духом капитализма» наделялась нравственным значением.
Позднее В. Зомбарт впервые предложил и сформулировал категорию предпринимательского духа.
Конкурентный дух – это глубокая внутренняя  расположенность людей к участию в конкуренции, склонность к соперничеству, на которые почти сто лет назад указывал Т. Веблен.
И. Кирцнер указывал на конкурентную бдительности, как на свойство психики, обеспечивающее предпринимательский элемент в человеческом механизме принятия решений.
Конкурентный дух, наряду с профессиональной компетентностью, личностными способностями, и также конкурентным образом мышления, является обязательным компонентом личной конкурентности индивида.
Ю.Б. Рубин в качестве признаков конкурентного духа выделил следующие личностные качества и персональные склонности:
- склонность к обнаружению соперников и идентификации сферы деятельности как конкурентной среды;
- склонность к реакциям на действия соперников на бескомпромиссной или рационально компромиссной основе;
- склонность к радости от побед и к огорчениям в связи с поражениями;
- психологическая выдержка, помогающая компаниям переносить долговременное применение оборонительной тактики, опасные действия и угрозы соперников, внутренние конфликты, неопределенность многих обстоятельств ведения бизнеса;
- трудолюбие, позитивный настрой, энергичность, стойкость;
- склонность к лидерству в менеджменте конкурентных действий и других направлениях менеджмента фирмы[5].

Наличие конкурентного духа способствует успеху при проведении конкурентных действий. Выполнение конкурентных действий подкрепляется постоянным, энергично, спокойно, последовательно и взвешенно реализуемым конкурентным настроем лидеров компаний по отношению к соперникам.
Свидетельствами торжества конкурентного духа становятся конкурентные преимущества компаний.